# Carl Robert Tielsch
Carl Ernst Robert Tielsch (* 1. September 1815 in Borne, Landkreis Neumarkt; † 2. November 1882 in Altwasser, Landkreis Waldenburg i. Schles.) war ein schlesischer Kaufmann und Unternehmer. Er gründete die Porzellan-Manufaktur C. Tielsch & Co.

## Leben

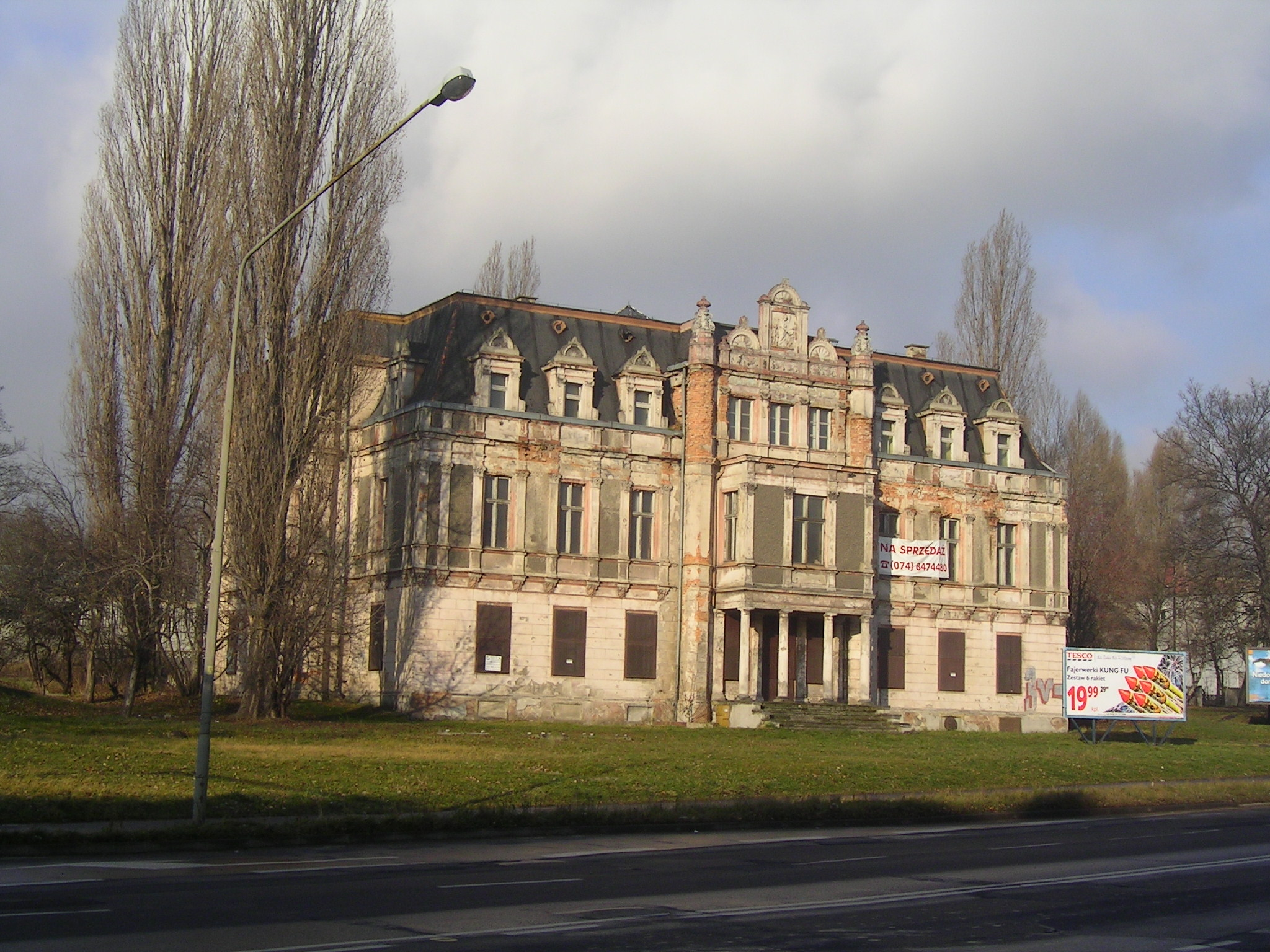
Die vormalige Fabrikantenvilla 2006 in Stary Zdrój, ul. Armii Krajowej 7a

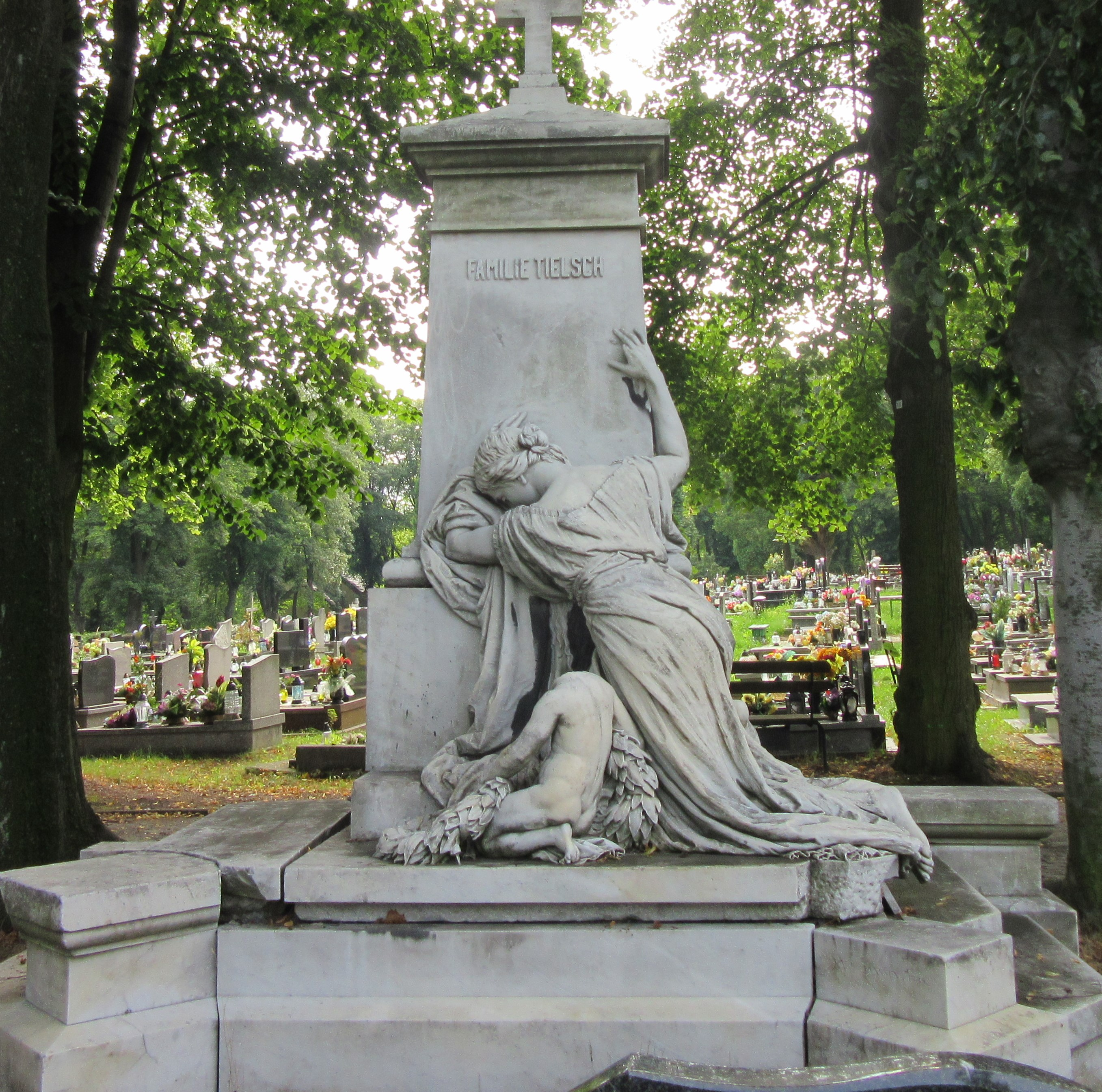
Familiengrab Tielsch, Bildhauer Karl Janssen, Hauptfriedhof Wałbrzych (2019)

Am 1. September 1815 wurde Carl Ernst Robert Tielsch als Sohn des königlichen Oberamtmanns und Gutsbesitzers Ernst Tielsch in Borne im schlesischen Landkreis Neumarkt geboren.
Nach dem Tod des Vaters 1821 kam Carl Tielsch zu seinem Onkel, dem Oberlandesgerichtsrat Tielsch, nach Breslau und besuchte dort das Gymnasium. 1829 starb der Onkel, und Carl Tielsch begann 14-jährig bei einem weiteren Verwandten, dem Kaufmann Carl Zedlitz in Waldheim, eine Kaufmannslehre. Danach arbeitete er in der Handelsfirma seines Onkels Ziebig & Comp.
Angeregt durch seinen bedeutenden Vorgänger in der schlesischen Porzellanindustrie, Carl Krister, gründete Tielsch 1845 in Altwasser bei Waldenburg zusammen mit einem Teilhaber, dem Breslauer Bankier Gideon von Wallenberg, die Porzellanfabrik Carl Tielsch & Co. Als Standort der Fabrikanlage wählte er ein Gelände nahe dem geplanten Bahnhof in Altwasser. (Die Bahnlinie Breslau-Freiburg wurde bereits 1843 fertiggestellt, 1853 wurde die Strecke über Altwasser bis Waldenburg verlängert.)
1849 heiratete er Marie Töpffer gesch. Leupold. Aus dieser Ehe gingen die Kinder Clara und Egmont hervor. Mitte 1851 starb sein Onkel Zedlitz, und Carl Tielsch trat dessen Nachfolge bei Ziebig & Comp. an. Von 1860 bis 1863 wurde eine repräsentative Fabrikantenvilla (genannt „Palais Tielsch“ oder „Schloss Altwasser“) unmittelbar neben dem Fabrikgelände errichtet, die bis 1888 der Familiensitz war. 1868 starb seine erste Ehefrau, Tielsch heiratete 1870 in zweiter Ehe Elisabeth geb. Köhlisch, mit der er die Kinder Carl, Marie und Elisabeth hatte. 1880 kaufte Carl Tielsch die bankrotte Schlesische Spiegel-Manufactur in Nieder Salzbrunn, ganz in der Nähe seiner Porzellanfabrik.
Am 2. November 1882 starb Carl Ernst Robert Tielsch im Alter von 67 Jahren in Altwasser.

## Werk

### Ziebig & Comp.
Carl Tielsch trat bereits als junger Mann in die Waldenburger Handelsfirma seines Onkels ein. Sie war zumindest in Teilen eine Versicherungsagentur. Dieses Unternehmen wurde bereits 1835 als Agent der Lebensversicherungsbank für Deutschland in Gotha genannt. Am 24. Januar 1838 meldete das Amts-Blatt der Königlichen Regierung zu Breslau, Stück IV: „Die Kaufleute Jos. Hoffmann hierselbst, G. H. Kuhnrath zu Brieg, C. W. Müller zu Oels, Carl Zedlitz, als Chef der Handlung Ziebig und Comp. zu Waldenburg, und der Rathmann Wache zu Frankenstein, sind von uns als Agenten der Lebens-Versicherungs-Gesellschaft zu Gotha bestätigt worden. Breslau, den 18. Januar 1838“.
Weiterhin besaß Ziebig & Comp. die Agentenschaft für die Gothaer Feuer-Versicherungsbank und für die Preußische Renten-Versicherungs-Anstalt.
Nach dem Tod von Carl Tielsch übernahm sein Sohn Egmont Tielsch die Nachfolge, kündigte aber schon 1883 alle Agentenschaften und löste die Firma 1886 endgültig auf.

### Porzellan-Manufactur C. Tielsch & Co.
Siehe den Hauptartikel zur Porzellan-Manufactur C. Tielsch & Co.

### C. Tielsch & Co. Kaolin-Schlämmerei in Meißen
Der Katalog zur Keramischen Ausstellung des Gewerbevereins Dresden aus dem Jahre 1891 verzeichnet die Produktpalette der Schlämmerei unter 23.: Rohkaolin aus den Gruben Kaschka und Löthain; Kaolin (Meissner), geschlämmt; Begussthon, geschlämmt; Quarz, roh, verglüht und fein gemahlen. ... Grober Sand für Chamottewaren-Fabrikation, feiner Sand für Töpfereien, Schliffsand für Kachel-Fabrikation. ... Die Schlämmerei liefert nicht nur alle Rohprodukte zur Porzellanfabrikation für die derselben Firma gehörige Porzellanfabrik in Altwasser in Schlesien, sondern versendet auch geschlämmten Kaolin und Thon an viele auswärtige Fabriken Deutschlands und des Auslandes.

### Schlesische Spiegelglas-Manufaktur Carl Tielsch
1880 bankrott gekauft wurde das Unternehmen durch Carl Tielsch und später von der Familie Tielsch zur größten Flachglashütte Ostdeutschlands entwickelt. Im Jahr 1900 übernahm die Aktien-Gesellschaft von Saint-Gobain, Chauny & Cirey (Paris) 50 % aller Anteile.

## Auszeichnungen
Die Tielschen Produkte wurden auf den Weltausstellungen 1851 in London, 1867 in Paris, 1873 in Wien und 1880 in Melbourne ausgezeichnet.
1861 wurde ihm in Anerkennung seiner Verdienste um die Schlesische Industrie der Titel eines königlich preußischen Kommerzienrats verliehen. Die Verleihung des Königlichen Kronen-Ordens erfolgte 1874.